# Periclimenes kororensis
Periclimenes kororensis (också känd som "Popcorn shrimp") är en kräftdjursart som beskrevs av Bruce 1977. Periclimenes kororensis ingår i släktet Periclimenes och familjen Palaemonidae. Inga underarter finns listade i Catalogue of Life.